# فرنسيسكو دومينك
فرنسيسكو دومينك (بالإنجليزية: Francisco Domenech)‏ هو محامي أمريكي، ولد في 29 أبريل 1978 في سان خوان في الولايات المتحدة.